# Peder Klint

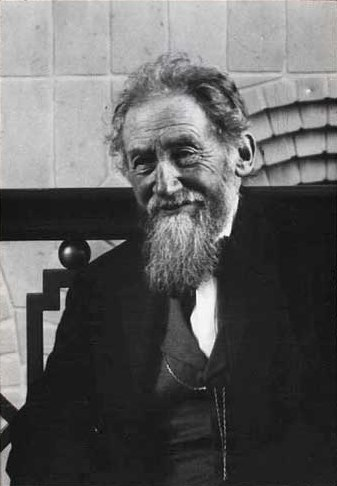
Peder Vilhelm Jensen Klint

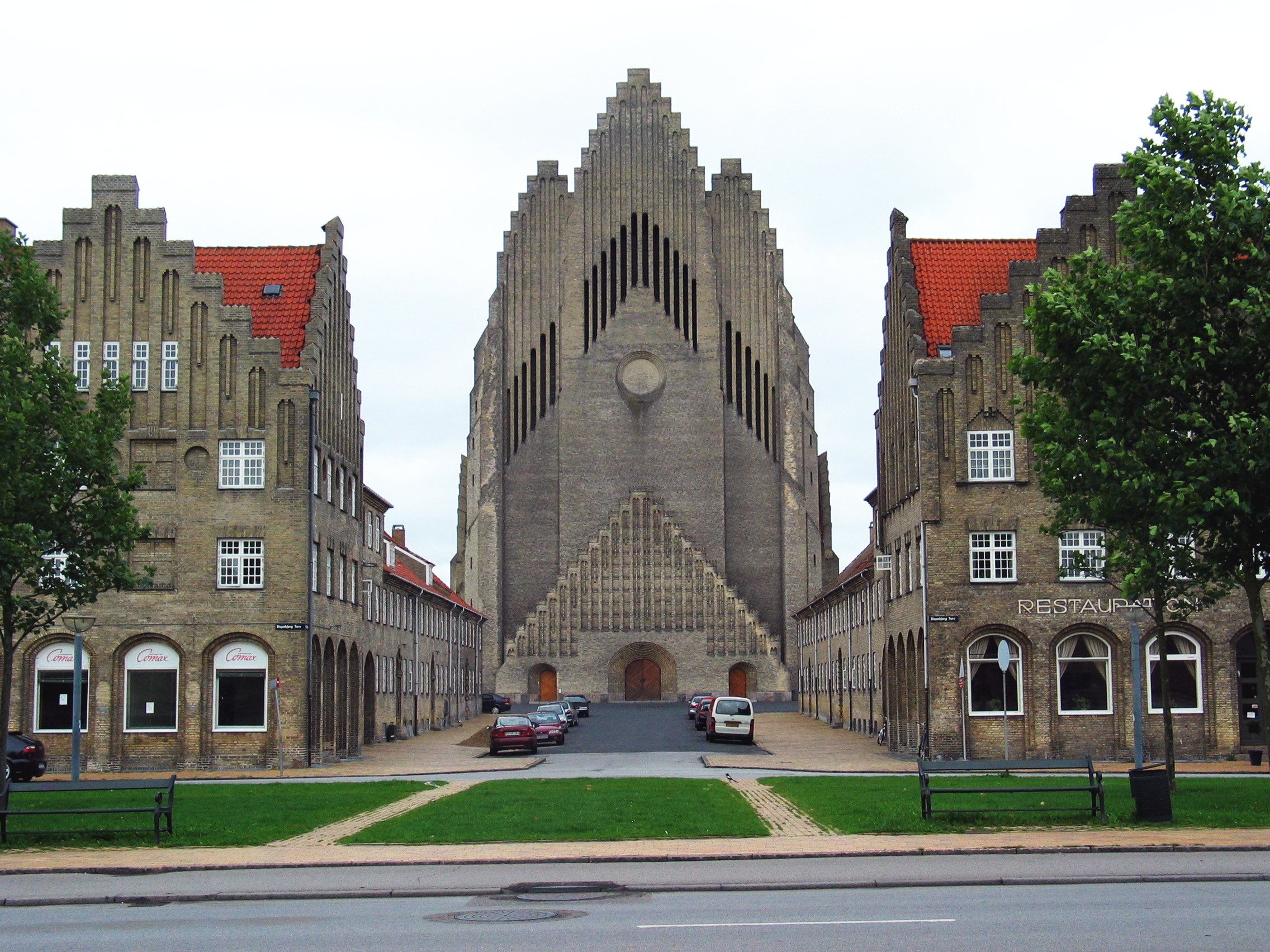
Blick auf die Westfassade der Grundtvigskirche

Peder Vilhelm Jensen-Klint (* 21. Juni 1853 in Skælskør; † 1. Dezember 1930 in Kopenhagen) war ein dänischer Maler und Architekt. Bekannt ist er besonders für die Grundtvigskirche in Kopenhagen.

## Leben
Klint absolvierte ein Studium der Malerei an der Königlich Dänischen Kunstakademie Kopenhagen und stellte erstmals 1883 einige seiner Landschaftsmalereien aus. Während er zunächst als Ingenieur arbeitete, gründete er 1896 ein eigenes Architekturbüro. Er war von 1902 bis 1905 Vorsitzender der Gesellschaft für dekorative Kunst.
1919 wurde der Bau der Grundtvigskirche begonnen, deren Ausschreibung Klint 1913 gewonnen hatte. Sie ist in Backsteinbauweise mit neugotischem Innenraum gestaltet. Der Bau wurde 1940 durch seinen Sohn Kaare Klint vollendet.
1924 wurde Peder Klint mit der C.F. Hansen Medaille ausgezeichnet.